# Bertrand Piccard

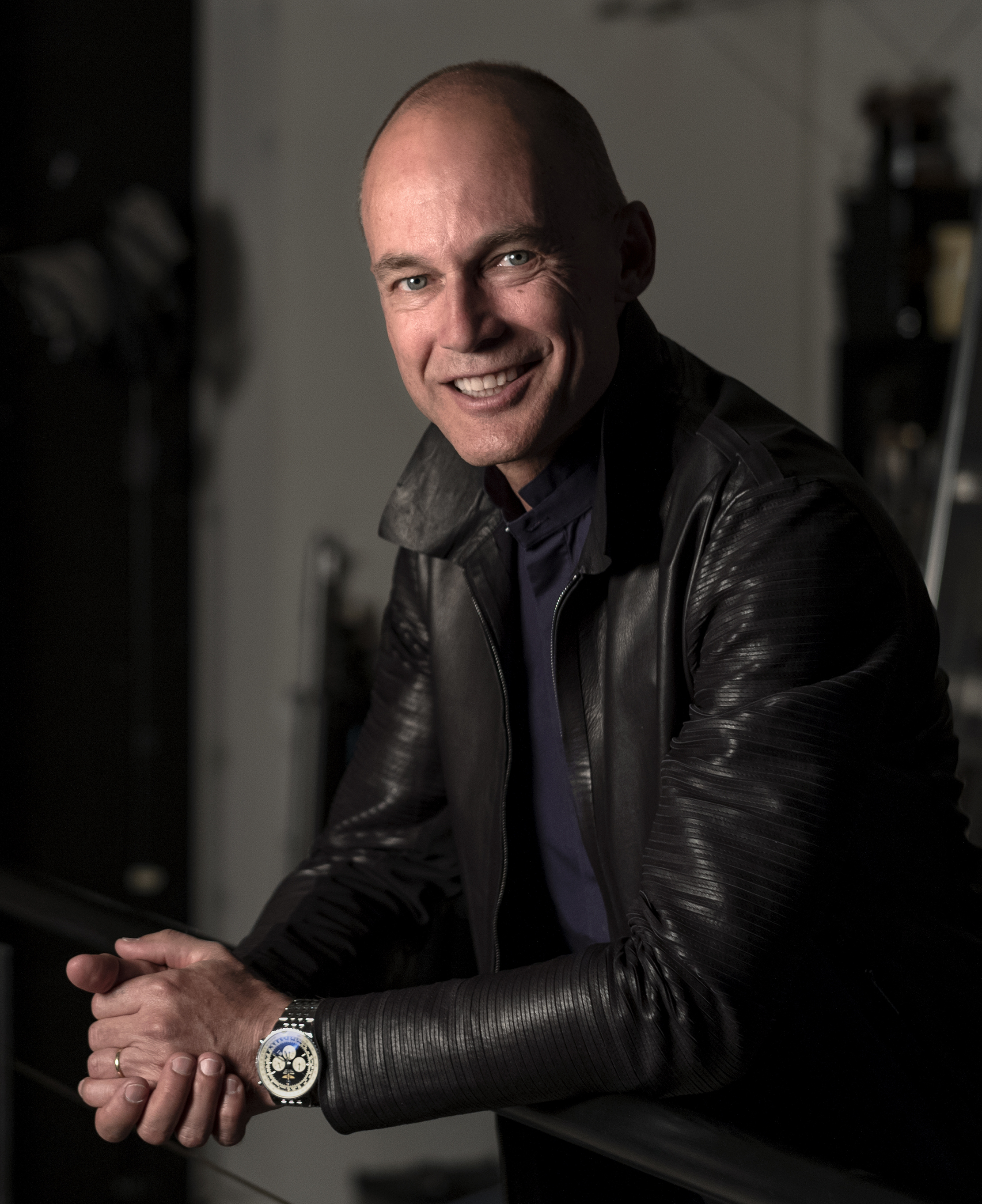
Bertrand Piccard (2018)

Bertrand Piccard (* 1. März 1958 in Lausanne) ist ein Schweizer Psychiater und Umweltpionier. Er umkreiste 1999 im dritten Versuch (zusammen mit Brian Jones) als erster Mensch die Erde nonstop in einem Ballon. Von März 2015 bis Juli 2016 umkreiste ein bemanntes Solarflugzeug (Solar Impulse II) in Etappen die Welt. Einen Teil der Etappen flog Piccard; den anderen Teil flog André Borschberg.
Piccard ist Gründer und Vorsitzender der Solar Impulse Foundation.

## Leben

### Familiengeschichte
Bertrand stammt aus einer Familie berühmter Forscher und Wissenschaftler: Sein Grossvater, Auguste Piccard (1884–1962), fuhr am 18. August 1932 mit einem Ballon bis auf 16'940 m Höhe in die Stratosphäre. Sein Vater, Jacques Piccard (1922–2008), brach im Bathyscaphen Trieste im Marianengraben 10'916 m unter dem Meeresspiegel den Tiefseetauchweltrekord, baute mit der Auguste Piccard (PX-8) das erste Touristen-U-Boot der Welt, erforschte mit der Ben Franklin (PX-15) 1969 den Golfstrom und setzte sich intensiv für das Leben im Meer ein.
Piccard ist (Stand 2011) verheiratet, Vater dreier Töchter und lebt in der Nähe von Lausanne.

### Leben
Im Alter von 11 Jahren konnte Bertrand Piccard den Start der Apollo-11-Mission miterleben. Mit 16 Jahren flog Piccard Hängegleiter ('Drachen'). Er war später Fluglehrer für Drachenfliegen und Ultraleichtflugzeug und erforschte das Fliegen in all seinen Formen: Distanz, Höhe, Akrobatik, Start von Montgolfièren, Motorflug, Hängegleiter und Fallschirm. Piccard war Europameister im Kunstflug, Inhaber eines Höhenweltrekords und mehrerer „Weltpremieren“. Zum Beispiel überquerte er als Erster die Alpen im Ultraleichtflugzeug in der Richtung Schweiz–Italien.
Mehr als Rekorde und Abenteuer fesseln ihn beim Fliegen das Studium des menschlichen Verhaltens und die Beobachtung der verschiedenen Bewusstseinsebenen in Extremsituationen. Das Drachenfliegen wurde für ihn zu einem Labor der Psychologie. Er wurde Arzt und spezialisierte sich später auf Psychiatrie und Psychotherapie für Erwachsene, Kinder und Jugendliche sowie die Hypnose. Nach seiner Tätigkeit als Oberarzt in einer Abteilung am Universitätsspital eröffnete Piccard eine eigene Praxis für Psychotherapie, wo er auch Hypnoseausbildungskurse organisiert.
Seit Anfang der 2000er Jahre setzt er sich für erneuerbare Energien ein.

### Ballonfahrten
Piccard beteiligte sich 1992 als Kopilot, Arzt und Hypnotiseur am Chrysler Challenge, dem ersten transatlantischen Ballonwettbewerb mit Start in den USA. Zusammen mit Wim Verstraeten gewann er dieses historische Rennen und landete nach 5 Tagen und 5000 km in Spanien. Nach 18 Jahren Gleitfliegen, bei dem lokale Aufwinde (Thermik) genutzt werden, entdeckte er bei dieser transatlantischen Ballonfahrt eine neue Art, sich von einem beständig wehenden, nicht nur lokal wirkenden Wind führen zu lassen. Der Traum, die Welt ohne Zwischenlandung, ohne Motor, ohne Steuer, nur vom Wind getrieben zu umkreisen, begann zu keimen.

### Non-Stop-Ballonfahrt rund um die Erde
Bertrand gelang es, die Schweizer Uhrmachermanufaktur Breitling von einer Non-Stop-Ballonfahrt rund um die Erde zu überzeugen, und konnte sie als Hauptsponsor gewinnen. Alle drei Versuche wurden mit Ballons des Typs Rozière unternommen, einer Kombination von Heissluft- und Gasballon, und zielten auf Ausnützen der hohen Windgeschwindigkeit des Jetstreams in der hohen Atmosphäre.
1. Versuch
Nach drei Jahren Vorbereitungszeit startete der Breitling Orbiter am 12. Januar 1997 in Château-d’Oex. Ein Kerosinverlust beendete diesen ersten Versuch vorzeitig.
Die verwendete Kapsel steht jetzt in Château d’Œx.
2. Versuch

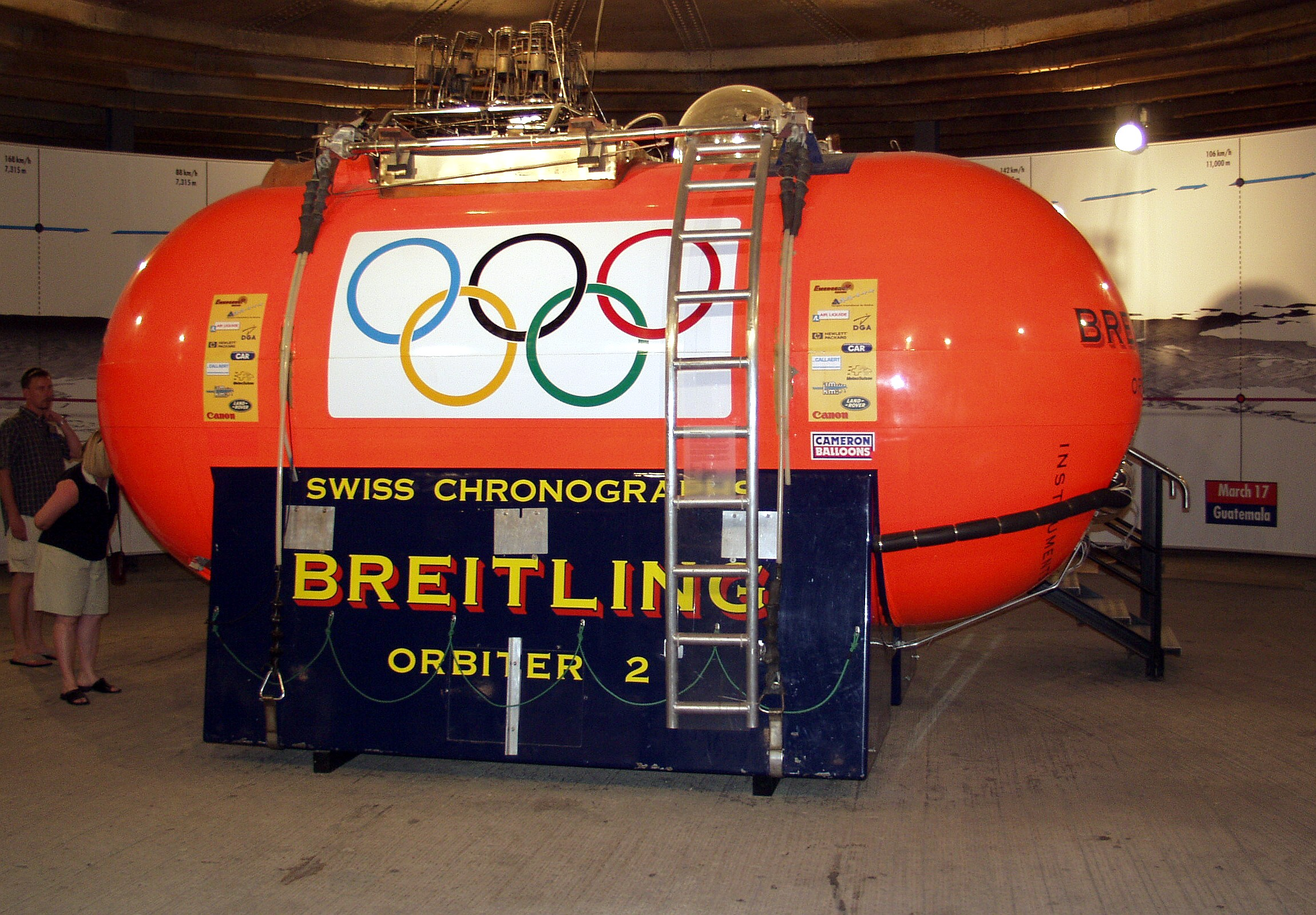
Gondel des Breitling Orbiter 2, ausgestellt im Gasometer Oberhausen

Auch der zweite Versuch misslang. Am 8. Februar 1998 musste Breitling Orbiter 2 in Burma wegen eines Überflugverbots Chinas aufsetzen. Er war damit länger als jegliches Luftschiff gefahren, indem er 9 Tage, 17 Stunden und 51 Minuten in der Luft geblieben war.
3. Versuch und Erfolg

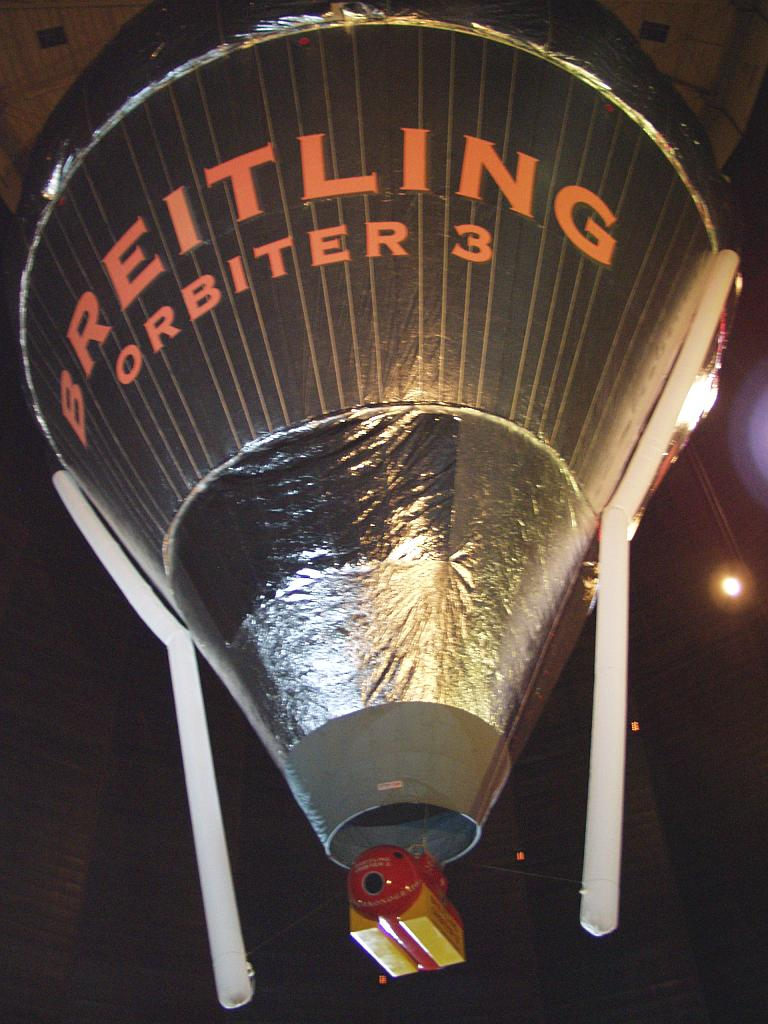
Breitling Orbiter 3, ausgestellt im Gasometer Oberhausen

Am 1. März 1999 startete er, zusammen mit dem Briten Brian Jones als Kopilot, mit dem Breitling Orbiter 3 in Château-d’Œx in der Schweiz und landete nach 45'755 Kilometern Fahrt am 21. März 1999 in der Wüste in Ägypten. In 19 Tagen, 21 Stunden und 47 Minuten schaffte er die erste Weltumrundung mit einem Ballon ohne Zwischenlandung. Er hat damit den längsten Flug sowohl in Dauer als auch in Entfernung der ganzen Luftfahrtgeschichte bis dahin verwirklicht und insgesamt sieben Weltrekorde aufgestellt.
Schnellere Erdumrundungen, ebenfalls mit Rozièren, gelangen erstmals 2002 durch Steve Fossett (solo) in etwa 14 Tagen und 2016 durch Fjodor Konjuchow (solo) in 11,5 Tagen.

### StiftungWinds of Hope
Zusammen mit Brian Jones gründete er im Jahr 2000 die Stiftung Winds of Hope, welche Hilfsorganisationen unterstützt, die gegen wenig bekannte Leiden kämpfen und dabei kaum unterstützt werden. Winds of Hope will die Medien über unakzeptierbare Situationen in der Welt informieren und somit die politischen Instanzen dazu bringen, Notmassnahmen zu ergreifen und sowohl die Öffentlichkeit als auch die Unternehmen für die finanzielle Unterstützung gewisser humanitärer Aktionen aufzurufen.
In erster Linie kämpft Winds of Hope gegen die weitestgehend unbekannte Krankheit Noma, welche vor allem Kinder im Alter von zwei bis sechs Jahren befällt und hauptsächlich im Subsahara-Gürtel Afrikas vorkommt.
Bertrand Piccard war 2005 auch Mitbegründer des Vereins Noma-Hilfe-Schweiz, der sich zur Aufgabe gemacht hat, diese schwer entstellende und tödliche Krankheit zu bekämpfen.

### Weltumrundung mit Solar Impulse

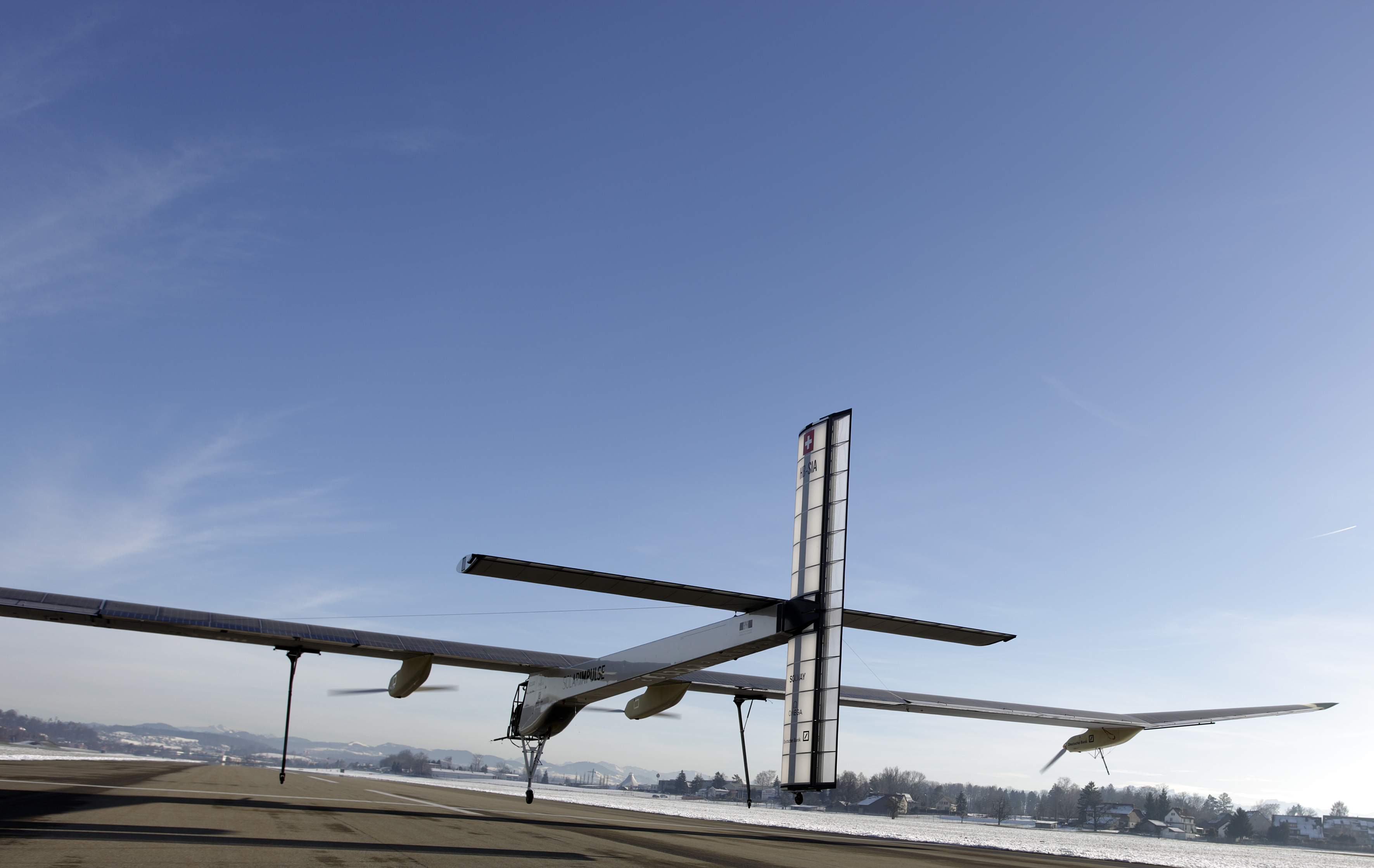
Der Prototyp Solar Impulse HB-SIA bei den ersten Flugversuchen am 3. Dezember 2009 auf dem Militärflugplatz Dübendorf

Von 2015 bis 2016 folgte für Piccard die Erdumrundung mit einem speziell dafür gebauten Solarflugzeug, wobei er dabei von André Borschberg unterstützt wurde. Das Projekt hatte den Namen Solar Impulse. Dieses Flugzeug startete nach 13 Jahren Entwicklung am 9. März 2015 zu einer Weltumrundung. Nach Überwindung von mehr als einem Dutzend Etappen, geflogen durch jeweils einen von zwei Piloten, wurde der Flug am 26. Juli 2016 erfolgreich beendet.
Die Vision des Projekts war es, ein Bewusstsein für aktuelle Herausforderungen der Menschheit zu schärfen: die Umstellung der Wirtschaft zu mehr Energieeffizienz und erneuerbaren Energien, um unabhängig von den begrenzten fossilen Ressourcen zu werden. Der Flug sollte „zeigen, dass mit sauberen Technologien selbst Unmögliches möglich wird.“ Das Erreichen eines Weltrekordes sei ausdrücklich nicht das Ziel.

### StiftungSolar Impulse
Nach der Weltumrundung gründete Piccard 2017 mit Partnern die World Alliance for Efficient Solutions mit dem Ziel, 1000 saubere und effiziente Lösungen gegen die Klimakrise auszuwählen. Die in Solar Impulse Foundation umbenannte Stiftung hat dieses Ziel im April 2021 erreicht. Bis Februar 2024 waren es 1600 rentable und nachhaltige Lösungsvorschläge.

### WeltumrundungClimate Impulse
Anfang Februar 2024 enthüllte Piccard den Plan, mit dem Wasserstoffflugzeug Climate Impulse die Welt nonstop zu umrunden. Er wolle ein Zeichen setzen gegen „Pessimismus und Untätigkeit in Sachen Umweltschutz“. Der Flug könnte bis 2028 machbar sein, die Arbeit am Projekt habe schon drei Jahre zuvor begonnen.
Piccard arbeitet mit Industriepartnern zusammen wie Airbus, Daher, 49sud, Syensqo, Green GT, OCP Group, TYVA, Capgemini oder Ariane Group.

## Auszeichnungen
- 3. Oktober 2001 Ritter der französischen Ehrenlegion
- 17. November 2012 Ritter des Ordens des heiligen Karl (Fürstentum Monaco)
- 25. April 2017 Offizier der französischen Ehrenlegion
- Prix NATURE «Porteur d’espoir»
- Olympischer Orden
- Goldmedaille des französischen Jugend- und Sportministeriums (Offiziersgrad)
- Auszeichnung der Fédération Aéronautique Internationale
- Auszeichnung der National Geographic Society
- Auszeichnung des Explorers Club
- Braunschweiger Forschungspreis 2009 (mit André Borschberg)
- Ehrendoktor der Mathematisch-Naturwissenschaftlichen Fakultät der Universität Fribourg[16]
- Doktor der Naturwissenschaften honoris causa (2008, Université catholique de Louvain)
- Grand Prix de l’Académie des Sciences Morales et Politiques
- Er wurde von der UNO zum Goodwill-Botschafter des Bevölkerungsfonds (UNFPA) ernannt.
- SwissAward 2011 – Kategorie Gesellschaft. Mit André Borschberg für Solar Impulse.
- Champions of Earth Award des Umweltprogramms der Vereinten Nationen in der Kategorie Inspiration & Aktion[17]

2021 wurde er zum assoziierten Mitglied der Académie royale des Sciences, des Lettres et des Beaux-Arts de Belgique gewählt.

## Publikationen
- Quand le vent souffle dans le sens de ton chemin. La Nacelle, Genf 1993, ISBN 2-88393-010-4.
- Une Trace dans le ciel. Oresol, Lausanne 1998, ISBN 2-940242-00-3.
  - dt. Übersetzung: Spuren am Himmel. Piper, München/Zürich 2004, ISBN 3-492-24253-7.
- mit Brian Jones: The greatest adventure. Headline, London 1999, ISBN 0-7472-7128-3.
  - frz. Übersetzung: Le Tour du monde en 20 jours. Laffont, Paris 1999, ISBN 2-221-09102-7.
  - dt. Übersetzung: Mit dem Wind um die Welt. Malik, München 1999, ISBN 3-89029-145-7.
- Bertrand Piccard erzählt. Swissandfamous, Zürich 2010, ISBN 978-3-9523321-2-2 (Hörbuch).
- mit Jaques Henri Addor: Solar Impulse HB-SIA. Favre, Lausanne 2010, ISBN 978-2-8289-1198-0.
- mit André Borschberg: Objectif soleil. L’aventure Solar Impulse. Stock, Paris 2017, ISBN 978-2-234-08083-6.
  - dt. Übersetzung:  Mit der Sonne um die Welt. Der Jahrhundertflug der Solarimpulse. Malik, München 2017, ISBN 978-3-89029-495-7.
- mit Francis Pollet : Le futur de l'avion : Les prochains défis de l’industrie aéronautique, 2020, FYP Éditions, Ivry-sur-Seine, ISBN 978-2-36405-203-1.

## DVDs
- „Der Ballon Marathon“ – Ein Film von Garfield Kennedy, 2. Dezember 2004.
- „Bertrand Piccard - Das Leben als Ballonfahrt“ – Ein Film von Otto C. Honegger. 26. Oktober 2006.